# The Last Horror Film
The Last Horror Film (también conocido como Fanatic) es una película estadounidense de comedia de terror de 1982 dirigida por David Winters y protagonizada por Joe Spinell y Caroline Munro. El director, David Winters, filmado en las locaciones de Cannes Film Festival.

## Elenco
- Caroline Munro[1] – Jana Bates
- Joe Spinell[1] – Vinny Durand
- Judd Hamilton[1] – Alan Cunningham
- Devin Goldenberg[1] – Marty Bernstein
- David Winters[1][2] – Stanley Kline
- Susanne Benton[1] (acreditada como Stanley Susanne Benson) – Susan Archer
- Filomena Spagnuolo[1] (acreditada como Mary Spinell) – madre de Vinny
- Glenn Jacobson[1] – Bret Bates

## Premios
- Thomas F. Denove ganó el Clavell de Plata por Mejor Cinematografía en Sitges en 1982.[6]
- Fecha: 30 de julio de 1983 Academy of Science Fiction, Fantasy & Horror Films, USA

Nominado: Saturn Award, Best International Film
- Filomena Spagnuolo fue nominada en la Academy of Science Fiction, Fantasy & Horror Films, Nominado: Saturn Award, Best Supporting Actress,[7]
- Los Angeles Golden Scroll Award
- Paris Film Festival Award
- Sitges Film Festival - Festival Internacional de Cinema Fantàstic de Catalunya

## Tromasterpiece Collection
La película completa fue por primera vez mostrada el 9 de octubre de 1982 en Sitges Film Festival in Barcelona, España. Fue estrenada en DVD en USA el 23 de mayo de 1984 por Media Home Entertainment, nunca estrenada en cines. Sintiendo que el estreno en DVD fue injusta para un culto clásico, Troma Entertainment reestreno la película bajo el sello dd 'Tromasterpiece Collection'. Ahora bajo su título original, The Last Horror Film ha sido estrenada con horas de especiales incluyendo entrevistas comentarios, documentales y la incompleta 'Maniac 2', con la última película de Spinnel.